# SS501
SS501 (czyt. Double S five oh one) – południowokoreański boysband założony w 2004 r., wykonujący głównie muzykę pop i dance. W niektórych piosenkach występuje także rock i hip-hop. W skład grupy wchodzi pięciu członków: Kim Hyun-joong, Heo Young-saeng, Kim Kyu-jong, Park Jung-min i Kim Hyung-jun.  Zespół do połowy 2010r. znajdował się pod skrzydłami wytwórni DSP Entertainment. W Japonii grupa korzysta z wytwórni płytowej „Pony Canyon”. Nazwa zespołu: podwójne S pochodzi od skrótu słów Super Star, a 501 oznacza pięciu członków będących jednością na zawsze. Ich oficjalny fan klub nosi nazwę "Triple S" (co jest skrótem od SSS = Super Star Supporters), a oficjalnym kolorem jest pearl light green. Członkowie grupy w latach 2011–2015 skupiali się na solowych karierach. SS501 od czasu wygaśnięcia kontraktu z DSP zostawało nieaktywne, lecz członkowie wielokrotnie spotykali się na koncertach solowych, gdzie wykonywali wspólne utwory. W 2016 roku trzech członków zespołu wznowiło działalność jako podgrupa pod nazwą Double S 301.

## Historia
SS501 założono w 2004 roku lecz zadebiutowali w 2005 roku wydając pierwszy singel Warning. Następnie powstał singel zatytułowany SS501. Grupa odniosła sukces w Korei, a później także w Japonii. W sierpniu 2007 roku wydali album w języku japońskim. Powstał album o nazwie Kokoro (Serce), który zadebiutował na 5 miejscu listy Oricon chart. 
SS501 ma na swoim koncie trzy albumy (koreański i dwa japońskie) oraz pięć singli, w tym dwa w języku japońskim. Pierwszy singiel o nazwie SS501 został wydany 25 czerwca 2005 r., promował go teledysk Warning. Na singlu znalazły się, oprócz głównego, jeszcze dwa teledyski: Never Again i Everything. Następny singiel, wydany 10 grudnia 2005 r., nosił nazwę Snow Prince, a promowany był przez teledysk o takiej samej nazwie. Drugim teledyskiem, który znalazł się na płycie był Fighter. 1 sierpnia 2007 r. ukazał się album Kokoro, na nim znajdował się teledysk o tej samej nazwie, który był teledyskiem głównym. Trzy miesiące później wydali drugi album w języku japońskim pt: SS501. 8 marca 2008 wydali singiel Deja Vu. Teledysk, który go promował nosił taką samą nazwę jak singiel. Potem został nagrany teledysk A Song Calling For You. W teledysku został użyty remiks tej piosenki, ponieważ są dwie wersje. Następnie SS501 wydało singiel Lucky Days w języku japońskim. Znajdują się na nim trzy piosenki oraz ich wersje instrumentalne. Najnowszy singiel grupy promuje teledysk You Are My Heaven, którego premiera odbyła się 27 czerwca 2008 r. Ten singiel jest już w języku koreańskim. Na nim znajdują się trzy piosenki, w tym jedna solowa lidera grupy pt: Thank You. Po długim pobycie w Japonii zespół postanowił wrócić do Korei i nagrywać piosenki w ojczystym języku.
24 lipca 2008 r. wydali minialbum pt: Find oraz wideo o tej samej nazwie. Na początku Igrzysk Olimpijskich w Pekinie zaśpiewali piosenkę Deja Vu. Był to ich debiut w Chinach. W tym samym roku chłopcy dużo koncertują w Tajlandii jak i również Japonii (w sierpniu wrócili do Korei po prawie rocznym pobycie). We wrześniu 2008 r. SS501 przebywali w Chinach, gdzie koncertowali i występowali w programach. Young Saeng, Kyu Jong i Hyung Joon kontynuowali pracę jako subgrupa ze względu na to, że Jung Min i Hyun Joong zajęli się pracą aktorską. 21 listopada 2008 r. subgrupa wydała minialbum o nazwie U R MAN który odniósł duży sukces (1 miejsce w Mnet M!Countdown oraz podwójny Mutizen na SBS Inki Gayo).
13 maja 2009 r. grupa wydała album All My Love, który od razu znalazł się na piątym miejscu w Oricon Chart.
3 lipca 2009 r. wyszedł minialbum Solo Collection, w którym znalazło się pięć solowych piosenek i jedna grupowa. Do tego albumu powstał jeden 20-minutowy teledysk, w którym znalazła się każda solówka. Wideo zostało nakręcone głównie w formie dramy. W październiku 2009 r. zespół powrócił z koreańskim minialbumem. Piosenką promowaną była "Love Like This", do której powstał teledysk. Album opóźnił się z powodu problemów kompozytora melodii. 

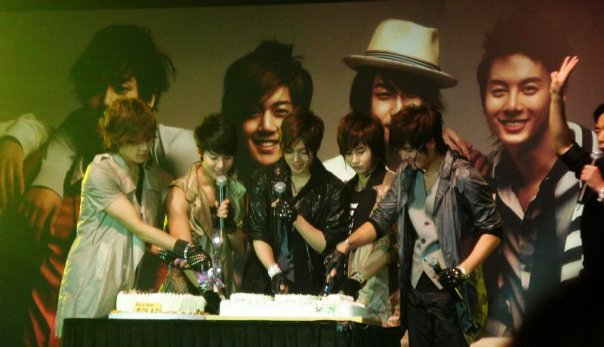
SS501 podczas spotkania z fanami w Hongkongu, 1 lipca 2009

27 maja 2010 r. pojawił się minialbum zatytułowany "Destination".
Po promocji albumu, całemu zespołowi wygasł kontrakt z wytwórnią DSP Entertainment. Chłopaki postanowili pójść na solową aktywność, ale tym samym pozostając w zespole. Lider Hyun Joong jako pierwszy zmienił agencję i przeniósł się do KeyEast po czym zaczął grać w dramie "Playful Kiss". Jako drugi przeszedł Jung Min, który podpisał kontrakty z CNR Media, Yamaha Music i Sony Music w planach ma promocję swojego albumu, który wyda pod koniec 2010 r. na terenie Chin i Tajwanu. Hyung Joon natomiast podpisał kontrakt z japońską agencją S Plus, po czym planuje wydać swój solowy album i kontynuować pracę zespołu. W październiku 2010 r. dwóch ostatnich członków Heo Young Saeng i Kim Kyu Jong wstąpili w progi wytwórni B2M Entertainment.
Kyu Jong odbywał służbę wojskową od 23 lipca 2012 r. do 22 lipca 2014 r., a Young Saeng wstąpił do wojska 31 października 2013 r. na 21 miesięcy.
W październiku 2013 r. SS501 pojawiło się razem na scenie na fanmeetingu Youngsaenga w UNIQLO AX Hall, gdzie zaśpiewało wspólnie kilka piosenek. Obecny był również Kyu Jong, który w tym czasie był w wojsku.
W 2014 r. SS501 wydali album SS501 Best Collection w Japonii, który zawierał dwa albumy, które były składankami najlepszych koreańskich i japońskich hitów. Volume One zawierał 26 koreańskich piosenek i DVD z 16 teledyskami. Volume Two zawierał 17 japońskojęzycznych piosenek i DVD z trzema teledyskami i specjalnymi dodatkami. Obie wersje zajęły pierwszego dnia 11 i 13 miejsce na Oricon Albums Chart.
17 stycznia 2015 r. Youngsaeng, Kyujong i Hyungjun występowali razem na koncercie Musical & Talk Concert organizowanym przez Seoul Police Promotional Team.

### Od 2016: Double S 301

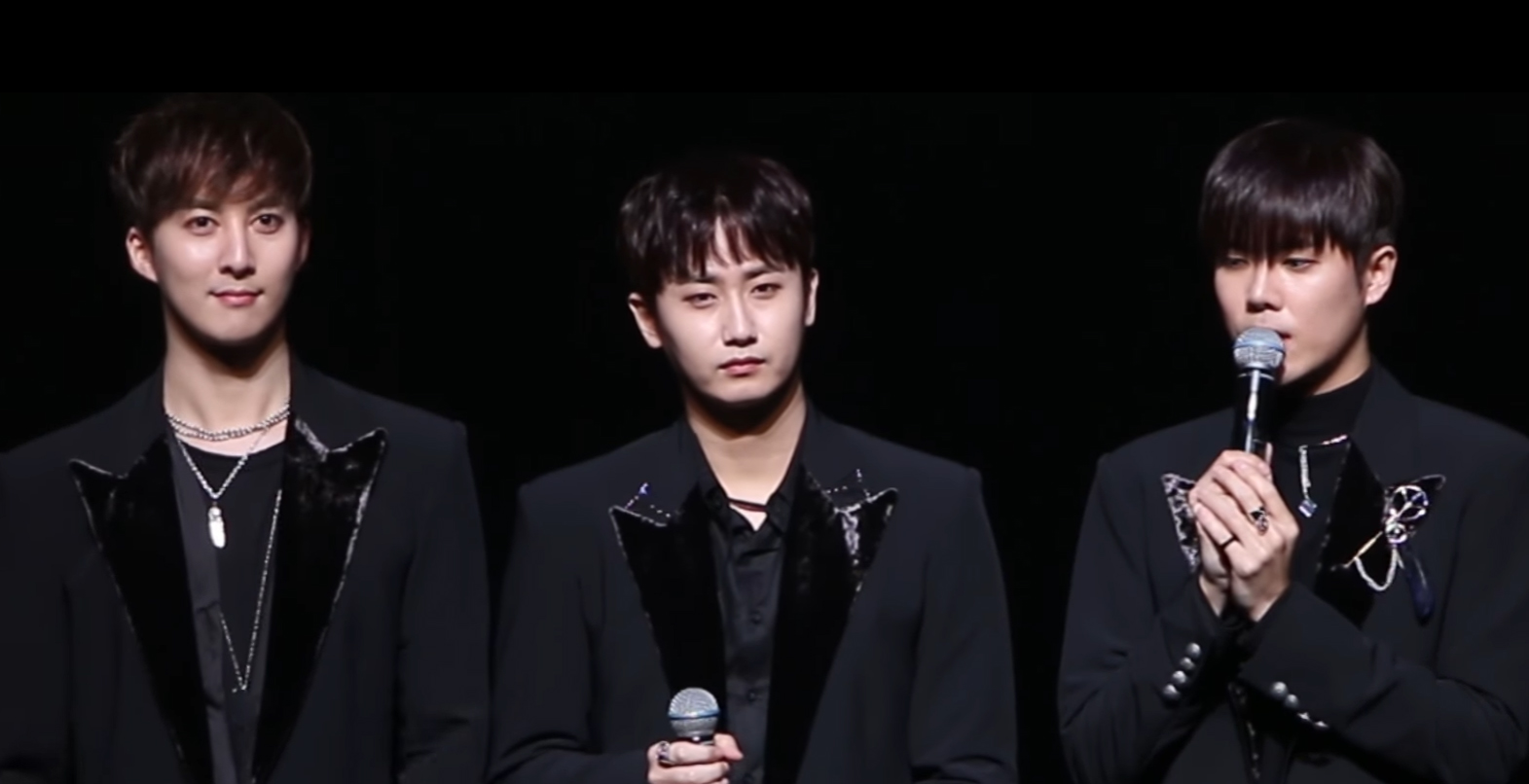
Podgrupa Double S 301 w 2016 roku (od lewej: Hyungjun, Youngsaeng, Kyujong)

Pod koniec 2015 roku trzech członków SS501 dołączyło do agencji CI Entertainment. 16 lutego 2016 roku Heo Young-saeng, Kim Kyu-jong, Kim Hyung-jun, pod nową nazwą 'Double S 301', wydali minialbum zatytułowany ETERNAL 5. Dwóch pozostałych członków odbywało w tym czasie służbę wojskową. Minialbum promował singel „PAIN”.
19 i 20 marca 2016 roku odbył się koncert "2016 Double S 301 CONCERT〈U R MAN IS BACK〉IN SEOUL", na który bilety sprzedały się w 3 minuty. 20 kwietnia podgrupa wydała również japoński minialbum ETERNAL S. Płyta uplasowała się na 12 miejscu Oricon Weekly Album Chart.
8 czerwca, z okazji 11 rocznicy od debiutu SS501, wydali singel ESTRENO.
9 grudnia ukazały się minialbum w dwóch wersjach: ETERNAL 0 i ETERNAL 1. 21 grudnia ukazał się japoński minialbum S.
6 kwietnia 2017 roku Hyungjun wstąpił do wojska, co przerwało na 2 lata aktywności podgrupy. 28 czerwca ukazał się japoński minialbum Unison No.1.

## Skład zespołu
Kim Hyun-joong (김현중)
- Data urodzenia: 6 czerwca 1986 r.

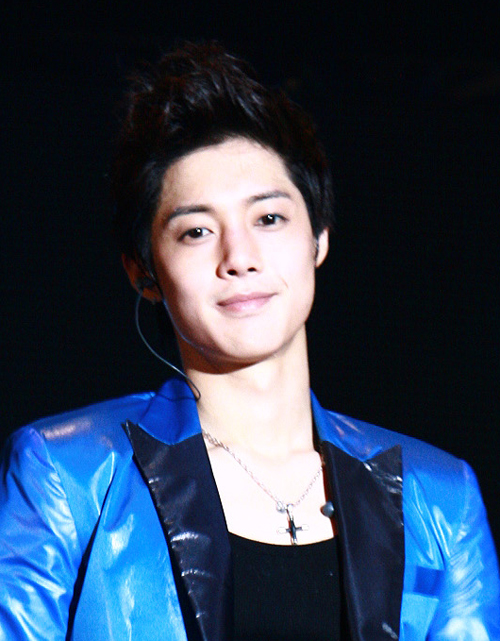
Kim Hyun-joong w 2009 r.

- Pozycja w zespole: lider / wokalista / raper
- Wziął udział w programie "We Got Married", gdzie udawał małżeństwo z Hwang Bo. Wcielił się w główną postać koreańskiego odpowiednika dramy Hana yori dango o nazwie Kkotboda namja. Przez długi czas prowadził wraz z Brianem z FTTS muzyczny program Show! Music Core, który opuścił ze względu na debiut w Japonii. Ma na swoim koncie kilkanaście reklam. W drugiej połowie 2010 r. zaczął grać główną rolę w dramie "Playful Kiss". 29 czerwca 2010 r. podpisał kontrakt z KeyEast Entertainment. 6 czerwca 2011r. wydał swój pierwszy minialbum "Break Down", a 12 października drugi zatytułowany "Lucky".
- Od 12 maja 2015 do 11 lutego 2017 r. odbywał obowiązkową czynną służbę wojskową w koreańskiej strefie zdemilitaryzowanej DMZ w Paju na granicy z Koreą Północną.
- Należał do wytwórni KeyEast Entertainment. Od 2018r. aktywny w Japonii pod własną agencją Henecia Music.

Heo Young-saeng (허영생)

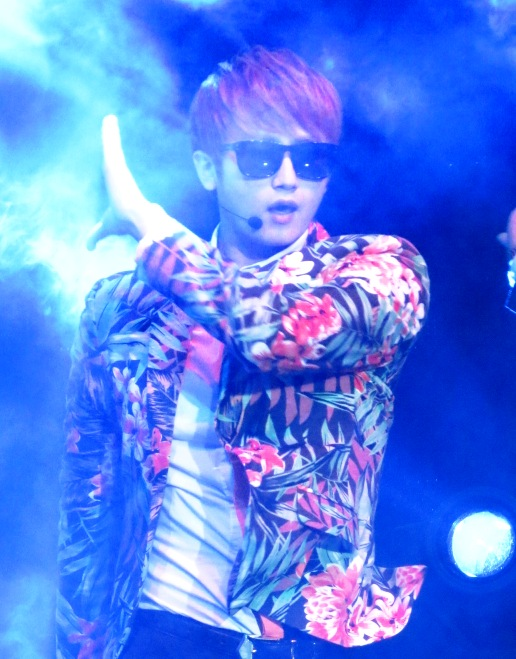
Heo Young-saeng podczas spotkania z fanami 20 sierpnia 2013 r. w Metropolitan Theatre w Meksyku.

- Data urodzenia: 3 listopada 1986 r.
- Pozycja w zespole: główny wokalista
- Był DJ-em w "Youngstreet" od czerwca do sierpnia 2006 r. Przed wstąpieniem do zespołu był w SM Entertainment, potem przeniósł się do DSP Entertainment. Na początku 2007 r. przeszedł operację krtani. Od listopada 2008 r. do kwietnia 2009 r. był w trzyosobowym projekcie wraz z Kyu Jongiem i Hyung Joonem, z którymi promował album "U R MAN", dzięki któremu zyskali ogromną popularność w kraju rodzimym jak i Japonii. 12 maja 2011 r. wydał swój pierwszy minialbum "Let It Go". W 2011 r. zadebiutował w musicalu "The Three Musketeers", w którym grał rolę D'Artagnan, a w 2013 r. grał w musicalu "Summer Snow", został w nim zastąpiony przez Jungmina z powodu służby wojskowej.
- 31 października 2013 do 30 lipca 2015 r. odbywał służbę wojskową jako policjant.
- Należy do wytwórni KQ Entertainment.[20]

Kim Kyu-jong (김규종)

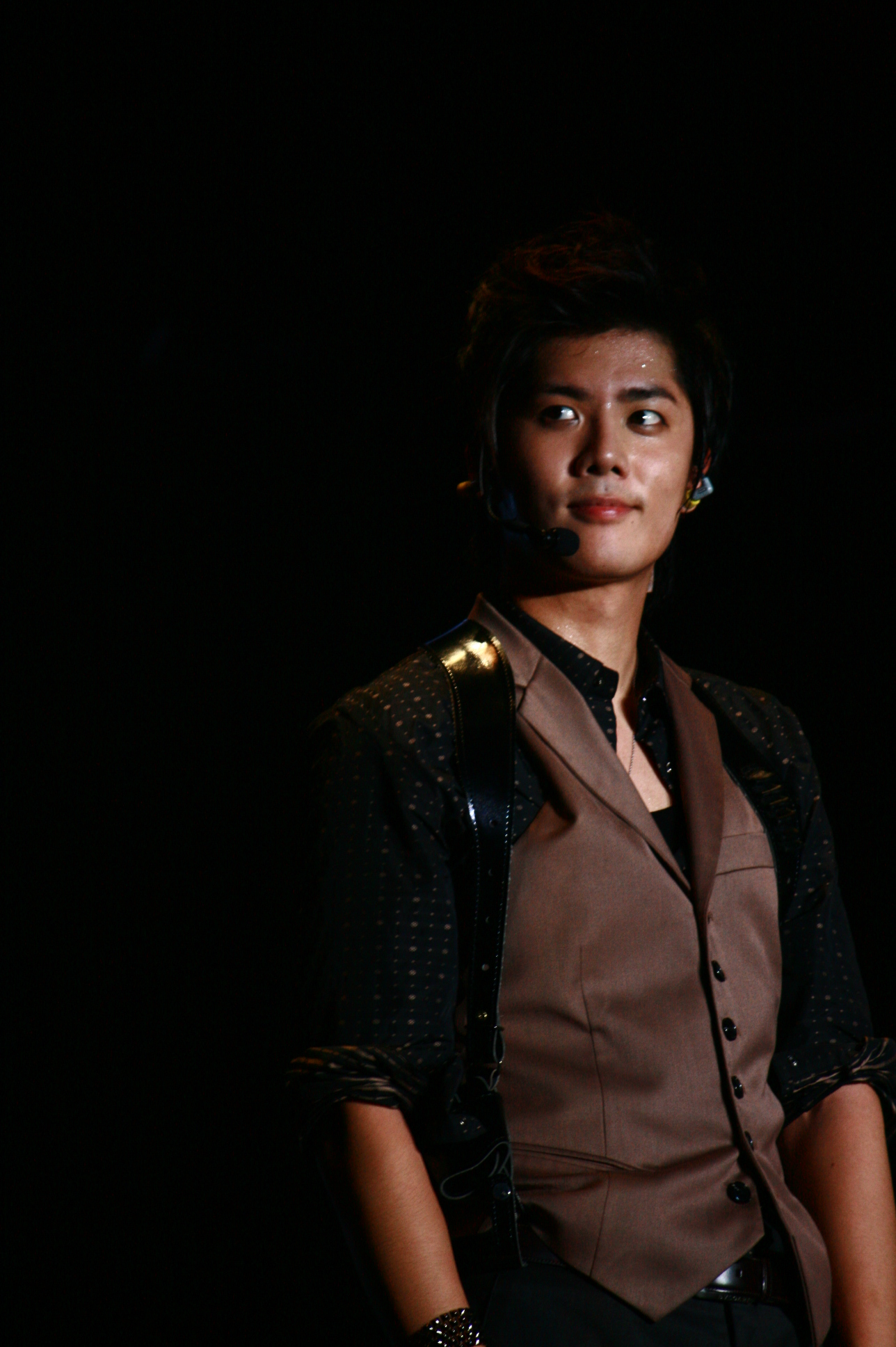
Kim Kyu-jong na koncercie w Hongkongu w 2009 r.

- Data urodzenia: 24 lutego 1987 r.
- Pozycja w zespole: wokalista, raper
- Był DJ-em w "Youngstreet" od czerwca do sierpnia 2006 r. Boi się psów i wody. Od listopada 2008 r. – kwietnia 2009 r. był w trzyosobowym projekcie wraz z Young Saengiem i Hyung Joonem, z którymi promował album "U R MAN", dzięki któremu zyskali ogromną popularność w kraju rodzimym jak i Japonii. W 2006 r. zagrał tancerza w serialu "Break", a w 2009 r. wystąpił w jednym odcinku "Super Star", gdzie zagrał chorego. 27 września 2011 r. wydał swój pierwszy minialbum "Turn Me On". Gra główną rolę w musicalu Goong. Po wyjściu z wojska zagrał w dramie "SOS Please Save Me".
- Od 23 lipca 2012 r. do 22 lipca 2014 r. odbywał służbę wojskową w Jeonju.
- Należy do wytwórni CI Entertainment.

Park Jung-min (박정민)

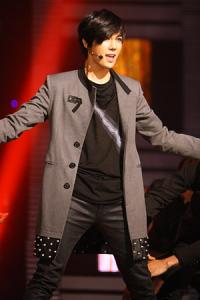
Park ung-min w piosence "Not Alone" 2011

- Data urodzenia: 3 kwietnia 1987 r.
- Pozycja w zespole: wokalista
- Był DJ-em w "Youngstreet" Zagrał główną rolę (Danny'ego) w koreańskiej wersji musicalu "Grease" i "Human Theathre" oraz wystąpił w "Super Star", gdzie zagrał policjanta. W 2010 r. podpisał kontrakt z CNR Media, Yamaha Music i Sony Music. Nazywany koniem przez resztę zespołu jak i fanów. 20 stycznia 2011 r. wydał swój pierwszy solowy singiel "Not Alone", a potem minialbum "THE, Park Jung Min".
- Od 2 lipca 2015 r. do 1 lipca 2017 r. odbywał służbę wojskową.
- W Japonii nagrywa pod pseudonimem ROMEO (mocniejsze brzmienia) i pod własnym imieniem i nazwiskiem (lżejsze brzmienia).
- W 2018r. otworzył własną agencję o nazwie Triple S Entertainment Inc.

Kim Hyung-jun (김형준)

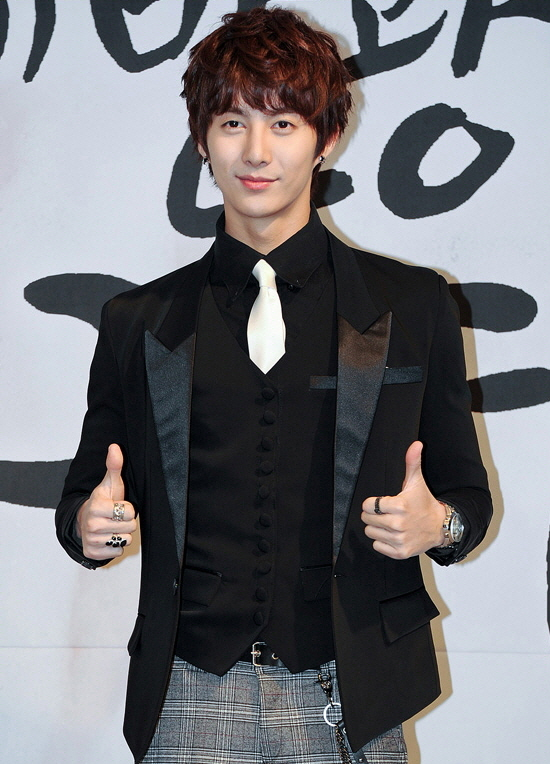
Kim Hyung-jun (SS501) na konferencji prasowej 4 stycznia 2012 r.

- Data urodzenia: 3 sierpnia 1987 r.
- Pozycja w zespole: główny wokalista / raper
- Wydał swój solowy singiel "Men from Mars, Women from Venus". Nazywany jest "Baby", ponieważ jest najmłodszym członkiem zespołu. Jest DJ-em w radiu SBS, prowadzi program radiowy "Music High". Nagrał własny program "Became a Progamer", w którym starał się zdobyć licencję progamera, czyli zawodowego gracza w StarCraft. Od listopada 2008 r. – kwietnia 2009 r. był w trzyosobowym projekcie wraz z Young Saengiem i Kyu Jongiem, z którymi promował album "U R MAN", dzięki któremu zyskali ogromną popularność w kraju rodzimym jak i Japonii. W 2009 r. wystąpił w jednym odcinku "Super Star". W 2010r. podpisał kontrakt z S Plus Entertainment. 8 marca 2011 r. pojawił się jego solowy minialbum "My Girl".
- Należy do wytwórni CI Entertainment.
- Od 6 kwietnia 2017 r. odbywa służbę wojskową w policji.

## Dyskografia

### Dyskografia koreańska
Albumy studyjne
- [2006.11.14] S.T. 01 NOW

Minialbumy
- [2008.07.24] FIND
- [2008.11.21] U R MAN (podgrupa)
- [2009.07.07] Solo Collection
- [2009.10.20] REBIRTH
- [2010.05.27] DESTINATION
- [2016.02.16] ETERNAL 5 (Double S 301)
- [2016.12.09] ETERNAL 0 (Double S 301)
- [2016.12.09] ETERNAL 1 (Double S 301)

Single
- [2005.06.25] SS501
- [2005.12.10] Snow Prince
- [2008.03.11] Deja vu
- [2008.04.18] A Song Calling For You (Remix)
- [2008.05.31] You Are My Heaven
- [2009.01.09] U R MAN (Remix Edition) (podgrupa)
- [2009.06.10] We Can Fly
- [2016.06.08] ESTRENO (Double S 301)
- [2016.06.08] Unison No.1 (Double S 301)

### Dyskografia japońska
Albumy studyjne
- [2007.10.24] SS501
- [2009.05.13] All My Love
- [2014.09.03] SS501 Best Collection (składanka najlepszych utworów)

Minialbumy
- [2008.03.25] 3MAN (podgrupa)
- [2016.04.20] ETERNAL S  (Double S 301)
- [2016.12.21] S (Double S 301)
- [2017:06.28] Unison No.1 (Double S 301)

Single
- [2007.08.01] Kokoro
- [2007.09.19] Distance ~ Kimi to no Kyori
- [2008.06.18] LUCKY DAYS

### Inne
- [2007.02.13] A Surgeon Bong Dal Hee O.S.T. (SBS TV Series)
- [2008.10.08] That Man s_Book Page_198
- [2009.01.08] Boys Over Flowers O.S.T. (KBS TV Series) (podgrupa)
- [2009.05.20] PLAY – Haptic Mission 2

## Wideo
- Warning
- Never Again
- Everything
- Snow Prince
- Fighter
- Unlock
- Four Chance
- Coward
- Kokoro
- Distance
- Deja Vu
- A Song Calling for You
- Lucky Days
- You Are My Heaven
- Find
- U R Man
- Lonely Girl
- Solo Collection
- Love Like This
- Love Ya
- Let Me Be The One

### Jako Double S 301
- PAIN
- Sorry, I'm busy
- 21gram
- Dirty Love
- Saxophone
- Fraction
- AH-HA
- Remove

### Inne wideo
- First Love Park Jung Min
- Maybe It Was Love Kim Hyun Joong
- Black Glasses Kim Hyun Joong ft Eru
- She Laughed – 2shai [Kim Hyun Joong ft Kim Kyu Jong]
- Yes, You Are a Woman – Kim Dong Hee [Kim Kyu Jong]
- Jun Be OK – Kim Joon [Kim Hyun Joong]
- As a Man- Gummy [Kim Hyun Joong]

## DVD
- SS501 1st Concert DVD – Step Up – 4 grudnia 2006 r. [wersja koreańska]
- SS501 1st Concert in Osaka – 28 marca 2007 r. [wersja japońska]
- SS501 The 1st Story of SS501 – 19 kwietnia 2007 r. [wersja koreańska]
- SS501 Live in Japan 2007 – 29 sierpnia 2007 r. [wersja japońska]
- SS501 Let's learn Korean with SS501 – 3 listopada 2007 r. [wersja japońska]
- SS501 Documentary of Heart to Heart – 24 grudnia 2007 r. [wersja japońska]
- SS501 Special Event Tour Heart to Heart – 6 lutego 2008 r.[wersja japońska]
- SS501 The 1st Story of SS501 – 20 lutego 2008 r. [wersja japońska]
- SS501 1st Maxi Single in Japan Special DVD – 2008 r. [wersja japońska]
- SS501 1st Album in Japan Special DVD – 2008 r. [wersja japońska]
- SS501 Music Clip Vol.1 DVD – 16 lipca 2008 r. [wersja japońska]
- SS501 THE MISSION DVD – 13 maja 2009  r.[wersja japońska]
- SS501 Showcase z Triple S DVD – 24 lipca 2009  r.[wersja japońska]
- SS501 5 Men in 5 Years in 2005~2009 DVD [wersja koreańska -eng sub] listopad 2009 r.

## Nagrody
- 2005 M.net KM Music Festival: Najlepsza Nowa Męska Grupa Muzyczna
- 2005 SBS Gayo Awards: Najlepszy Nowy Artysta
- 2005 MBC Music Festival: Najlepszy Nowy Artysta
- 2005 KBS Music Award: Najlepszy Nowy Artysta
- 2006 Mnet KM Music Festival: Najlepsza Grupa Taneczna
- 2006 SBS Gayo Awards: Netizen Popularity Award
- 2006 21st Golden Disk Award: Newcomer Award
- 2006 21st Golden Disk Award: Disk Bonsang
- 2006 21st Golden Disk Award: Popularity award
- 2006 16th Seoul Music Award: Newcomer Award
- 2006 16th Seoul Music Award: Popularity Award
- 2008 17th Seoul Music Award: Popularity Award
- 2008 22nd Japan Gold Disc Award: 10 Najlepszych Nowych Zespołów
- 2008 Asia Song Festival: Najlepszy Azjatycki Artysta
- 2009.02.12 18th Seoul Music Awards – Hallyu Award
- 2009.02.12 18th Seoul Music Awards – Bonsang Award
- 32nd Cyworld Digital Music Awards – Piosenka miesiąca – luty (Because I'm Stupid)
- 2009 Mnet Asian Music Awards: Najlepsze OST do dramy (Because I'm Stupid)
- 2009 Asian Yahoo Buzz Award: Top Buzz International Group

### Nagrody w programach muzycznych
- Mnet M!Countdown "Never Again" – 15.09.2005
- Mnet M!Countdown "Snow Prince" – 05.01.2006
- Mnet M!Countdown "Snow Prince" – 19.01.2006
- SBS Inkigayo "Four Chance" – 07.01.2007
- Mnet M!Countdown "Four Chance" – 18.01.2007
- SBS Inkigayo "Four Chance" – 28.01.2007
- Mnet M!Countdown "Four Chance" – 01.02.2007
- SBS Inkigayo "Four Chance" – 04.02.2007
- SBS Inkigayo "Deja Vu" – 20.04.2008
- Mnet M!Countdown "U R MAN" – 08.01.2009 (podgrupa)
- SBS Inkigayo "U R MAN" – 11.01.2009 (podrupa)
- Mnet M!Countdown "U R MAN" – 15.01.2009 (podgrupa)
- KBS Music Bank "Love Like This" – 13.11.2009
- KBS Music Bank "Love Like This" – 20.11.2009
- SBS Inkigayo "Love Like This" – 22.11.2009
- KBS Music Bank "Love Ya" – 11.06.2010
- KBS Music Bank "Love Ya" – 18.06.2010
- SBS MTV The Show "PAIN" – 23.02.2016 (sub-unit Double S 301)

## Koncerty
- Step Up Seul, Korea – 22 lipca 2006
- Step Up Busan, Korea – 5 sierpnia 2006
- Step Up Daegu, Korea – 12 sierpnia 2006
- Koncert Osaka, Japonia – 16-17 września 2006
- Koncert Seul, Korea – 27 grudnia 2006
- 4th Annual Korean Music Festival, Los Angeles, Kalifornia, USA 2006
- Koncert Tokio, Japonia – 13-14 stycznia 2007
- Koncert Szanghaj, Chiny – 12-13 lipca 2008
- Koncert Osaka, Japonia – 16-17 lipca 2008
- Koncert Bangkok, Tajlandia – 29 sierpnia 2008
- Koncert Los Angeles, Kalifornia – 21 marca 2009
- Hollywood Bowl w Los Angeles, Kalifornia, USA – 9 maja 2009
- 7th Annual Korean Music Festival, Los Angeles, Kalifornia, USA 2009
- Persona 1st Asia Tour, Seul, Korea – 1 sierpnia 2009
- Persona 1st Asia Tour, Tokio, Japonia – 13 sierpnia 2009
- Persona 1st Asia Tour, Tajpej, Tajwan 2009
- Persona 1st Asia Tour, Szanghaj, Chiny 2009
- Persona 1st Asia Tour, Hongkong, Chiny 2009
- Persona 1st Asia Tour, Bangkok, Tajlandia 2009
- Persona 1st Asia Tour Encore, Japonia 2010
- Persona 1st Asia Tour Encore, Tajlandia 2010
- Persona 1st Asia Tour Encore (2 dni), Korea 2010
- Card, Japonia 25 kwietnia 2010
- SS501 Newton X-Concert, Seul, Korea, 13.06.2010
- Double S 301 CONCERT〈U R MAN IS BACK〉IN SEOUL", 19-20.03.2016
- Double S 301 CONCERT〈U R MAN IS BACK〉IN JAPAN", Tokio, 25.04.2016
- Double S 301 CONCERT〈U R MAN IS BACK〉IN JAPAN", Osaka, 27.04.2016

## Filmografia
- Break – Kim Kyu Jong jako Kyu Jong
- Elephant Sitcom – Park Jung Min jako Jung Min (odc.85)
- Boys Before Flowers- Kim Hyun Joong jako Ji Hoo
- Playful Kiss – Kim Hyun Joong jako Seung Jo
- Seti – Kim Kyu Jong jako Ho Sik
- Super Star – Kim Kyu Jong jako Jun Su, Park Jung Min jako Min Seo, Kim Hyung Jun jako Dong Uk
- Saving Ahjumma Mrs. Go Bang Shil – Kim Kyu Jong jako Nicky
- Glowing She – Kim Hyung Jun jako Kang Min
- Love Song In August – Park Jung Min jako Jung Min
- Fondant Garden – Park Jung Min jako Han Ji
- Sent From Heaven – Heo Young Saeng jako Young Saeng
- I Love You/Late Blossom – Kim Hyung Jun jako Jung Min Chae
- Conquest of the City – Kim Hyun Joong jako Baek Mir
- Start Love – Kim Kyu Jong jako Oh Hee Min

## Musicale
- Grease – Park Jung Min jako Danny Park
- Bonds Of Boys – Park Jung-min jako Park Jung-sol
- Caffeine – Kim Hyung Jun
- Goong – Kim Kyu Jong jako Lee Shin
- The Three Musketeers – Heo Young Saeng jako D'artagnan
- Summer Snow -  Heo Young-saeng i Park Jung-min
- Singin’ in the Rain – Kim Kyu-jong